# Koszarka (Pieniny)
Koszarka (562 m) – niewybitny szczyt na północnych krańcach Pienin. Znajduje się w ich części zwanej Pieninkami i kończy północno-wschodni grzbiet Ociemnego Wierchu. Wschodni stok Koszarek stromo opada do niewielkiej równiny na lewym brzegu Dunajca, tuż przy kapliczce św. Kingi, północny i północno-zachodni tworzy zbocze doliny Pod Ociemne, południowo-wschodni opada do jaru Żłobina.
Koszarka jest całkowicie porośnięta lasem będącym ostoją zwierząt. Jan Sitowski w 1919 roku wymieniał w nim takie gatunki jak lisy, borsuki, sarny, dziki, jarząbki, puchacze. Znajduje się w Pienińskim Parku Narodowym w granicach Krościenka nad Dunajcem, w województwie małopolskim, w powiecie nowotarskim.